# Île Sablot
L'île Sablot est une île fluviale de l'Adour, située sur la commune de Urt, toute proche de l'île de Bérens.